# Demonax persimilis
Demonax persimilis là một loài bọ cánh cứng trong họ Cerambycidae.